# Mizothenar serratum
Mizothenar serratum är en kräftdjursart som beskrevs av Brian Frederick Kensley och Marilyn Schotte 2002. Mizothenar serratum ingår i släktet Mizothenar och familjen Stenetriidae. Inga underarter finns listade i Catalogue of Life.